# Bandas de frecuencia (radioaficionados)

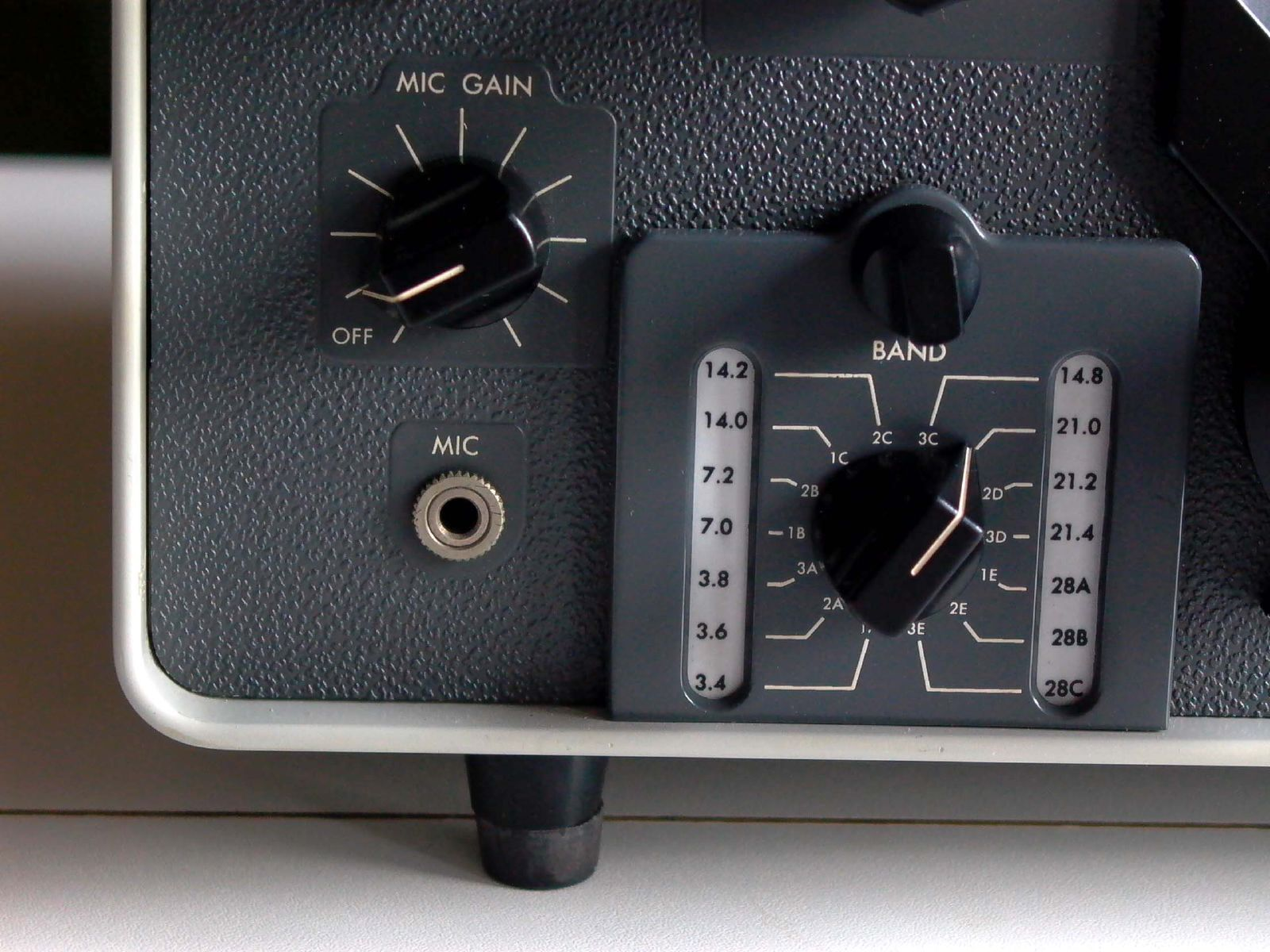
Receptor de ondas KWM-2A

Las bandas de frecuencia de los radioaficionados son afectadas por la UIT (Unión Internacional de Telecomunicaciones), y se dividen de manera diferente según la región del globo.
La UIT distingue tres regiones:
- Región 1: Europa y África
- Región 2: América
- Región 3: Asia y Oceanía

Las bandas de frecuencia asignadas por la UIT son obligatorias. Ninguna persona, física o jurídica, tiene derecho a usar las bandas sin autorización.

## Bandas más utilizadas frecuentemente
Las bandas de frecuencia más comúnmente utilizadas por los radioaficionados son las que siguen debajo. Los límites de esas frecuencias cambian con el tiempo y con las reglamentaciones particulares de cada país, por lo que nos referiremos a ellas por su longitud de onda.
| Rango | Banda     | UIT Región 1                             | UIT Región 2                                 | UIT Región 3                                 |
| --- | --------- | ---------------------------------------- | -------------------------------------------- | -------------------------------------------- |
| LF | 2200m     | 135.7–137.8 kHz                          | 135.7–137.8 kHz                              | 135.7–137.8 kHz                              |
| MF | 630 m     | 472–479 kHz                              | 472–479 kHz                                  | 472–479 kHz                                  |
| MF | 160 m     | 1.810–1.850 MHz                          | 1.800–2.000 MHz                              | 1.800–2.000 MHz                              |
| HF | 80 / 75 m | 3.500–3.800 MHz                          | 3.500–4.000 MHz                              | 3.500–3.900 MHz                              |
| HF | 60 m      | 5.3515–5.3665 MHz                        | 5.3515–5.3665 MHz                            | 5.3515–5.3665 MHz                            |
| HF | 40 m      | 7.000–7.200 MHz                          | 7.000–7.300 MHz                              | 7.000–7.200 MHz                              |
| HF | 30 m      | 10.100–10.150 MHz                        | 10.100–10.150 MHz                            | 10.100–10.150 MHz                            |
| HF | 20 m      | 14.000–14.350 MHz                        | 14.000–14.350 MHz                            | 14.000–14.350 MHz                            |
| HF | 17 m      | 18.068–18.168 MHz                        | 18.068–18.168 MHz                            | 18.068–18.168 MHz                            |
| HF | 15 m      | 21.000–21.450 MHz                        | 21.000–21.450 MHz                            | 21.000–21.450 MHz                            |
| HF | 12 m      | 24.890–24.990 MHz                        | 24.890–24.990 MHz                            | 24.890–24.990 MHz                            |
| HF | 10 m      | 28.000–29.700 MHz                        | 28.000–29.700 MHz                            | 28.000–29.700 MHz                            |
| VHF | 6 m       | 50.000–52.000 MHz (50.000–54.000 MHz)[y] | 50.000–54.000 MHz                            | 50.000–54.000 MHz                            |
| VHF | 4 m[x]    | 70.000–70.500 MHz                        |                                              |                                              |
| VHF | 2 m       | 144.000–146.000 MHz                      | 144.000–148.000 MHz                          | 144.000–148.000 MHz                          |
| VHF | 1.25 m    |                                          | 220.000–225.000 MHz                          |                                              |
| UHF | 70 cm     | 430.000–440.000 MHz                      | 430.000–440.000 MHz (420.000–450.000 MHz)[y] | 430.000–440.000 MHz (420.000–450.000 MHz)[y] |
| UHF | 33 cm     |                                          | 902.000–928.000 MHz                          |                                              |
| UHF | 23 cm     | 1.240–1.300 GHz                          | 1.240–1.300 GHz                              | 1.240–1.300 GHz                              |
| UHF | 13 cm     | 2.300–2.450 GHz                          | 2.300–2.450 GHz                              | 2.300–2.450 GHz                              |
| SHF | 9 cm      | 3.400–3.475 GHz[y]                       | 3.300–3.500 GHz                              | 3.300–3.500 GHz                              |
| SHF | 5 cm      | 5.650–5.850 GHz                          | 5.650–5.925 GHz                              | 5.650–5.850 GHz                              |
| SHF | 3 cm      | 10.000–10.500 GHz                        | 10.000–10.500 GHz                            | 10.000–10.500 GHz                            |
| SHF | 1.2 cm    | 24.000–24.250 GHz                        | 24.000–24.250 GHz                            | 24.000–24.250 GHz                            |
| EHF | 6 mm      | 47.000–47.200 GHz                        | 47.000–47.200 GHz                            | 47.000–47.200 GHz                            |
| EHF | 4 mm[y]   | 75.500 GHz[x] – 81.500 GHz               | 76.000–81.500 GHz                            | 76.000–81.500 GHz                            |
| EHF | 2.5 mm    | 122.250–123.000 GHz                      | 122.250–123.000 GHz                          | 122.250–123.000 GHz                          |
| EHF | 2 mm      | 134.000–141.000 GHz                      | 134.000–141.000 GHz                          | 134.000–141.000 GHz                          |
| EHF | 1 mm      | 241.000–250.000 GHz                      | 241.000–250.000 GHz                          | 241.000–250.000 GHz                          |
| [v] Todas las asignaciones están sujetas a variaciones según el país. Para simplificar, sólo se enumeran las asignaciones comunes que se encuentran a nivel internacional. Consulte el artículo especiífico de una banda para obtener más detalles. [x] Esto no se menciona en el Cuadro de atribuciones de frecuencias de la UIT, pero muchas administraciones individuales han adoptado comúnmente esta asignación en virtud del «Article 4.4». [y] Esto incluye una asignación de notas a pie de página actualmente activa mencionada en la Tabla de atribución de frecuencias de la UIT. Estas asignaciones sólo podrán aplicarse a un grupo de países. |           |                                          |                                              |                                              |

En onda larga encontramos (solo en algunos países) la banda de 2200 metros (135,7-137,8 kilohercios). Y en onda media (solo en algunos países) la banda de 630 metros (472-479 kilohercios) y la banda de 160 metros (1,8-2 megahercios).
Algunos países permiten también otras bandas:
- la banda de 60 metros (5258 a 5403 kHz) está autorizada en Argentina, Baréin, Canadá, Chile, Dinamarca, Dominica, España, Estados Unidos, Finlandia, Grecia, Honduras, Irlanda, Islandia, Islas Caimán, Israel, Noruega, Portugal, Reino Unido, República Checa, República Dominicana, Sudáfrica, Santa Lucía, Suecia y Uruguay.
- la banda de VHF de 1,25 metros (220 a 225 MHz) está autorizada en Argentina, Bolivia, Brasil, Canadá, Chile, Colombia, Costa Rica, Cuba, Ecuador, El Salvador, Estados Unidos, Haití, Honduras, Jamaica, México, Nicaragua, Panamá, Paraguay, Perú, República Dominicana, Somalía, Surinam, Venezuela y algunos países y colonias insulares del Caribe.

Estas bandas no deben usarse desde un país que no las autorice explícitamente.
Las bandas de 30m, 17m y 12m son denominadas Bandas WARC.  En ellas no están permitidos los concursos de radioaficionados.
Existen otras bandas por encima de la UHF (1, 2, 2,5, 4 y 6 milímetros; 1,2, 3, 5, 9, 13 y 33 centímetros), pero son raramente utilizadas por los radioaficionados.
https://www.iaru.org/
- Datos: Q455621